# Indigofera frutescens
Indigofera frutescens är en ärtväxtart som beskrevs av Carl von Linné d.y.. Indigofera frutescens ingår i släktet indigosläktet, och familjen ärtväxter. Inga underarter finns listade i Catalogue of Life.